# Скитская
Скитская (коми Скитскӧй) — деревня в Усть-Цилемском районе Республики Коми России. Входит в состав сельского поселения Замежная.

## История
По состоянию на 1920 год, в деревне имелось 25 дворов и проживало 102 человека (54 мужчины и 48 женщин). В административном отношении деревня входила в состав Замежного общества Пижемой волости Печорского уезда.

## География
Деревня находится в северо-западной части Республики Коми, на правом берегу реки Пижмы, на расстоянии примерно 54 километров (по прямой) к юго-юго-западу (SSW) от села Усть-Цильма, административного центра района. Абсолютная высота — 88 метров над уровнем моря.
Часовой пояс
Скитская, как и вся Республика Коми, находится в часовой зоне МСК (московское время). Смещение применяемого времени относительно UTC составляет +3:00.

## Население
| 2010 |
| ---- |
| 152  |

Гендерный состав
По данным Всероссийской переписи населения 2010 года в гендерной структуре населения мужчины составляли 51,3 %, женщины — соответственно 48,7 %.
Национальный состав
Согласно результатам переписи 2002 года, в национальной структуре населения русские составляли 98 % из 180 чел.

## Улицы
Уличная сеть деревни состоит из пяти улиц.